# Polanów (województwo świętokrzyskie)
Polanów (do 1933 Żyć) – wieś w Polsce położona w województwie świętokrzyskim, w powiecie sandomierskim, w gminie Samborzec.
W miejscowości znajdują się duże połacie sadów jabłoniowych.
We wsi znajduje się jednostka Ochotniczej Straży Pożarnej.

## Historia
Historia Polanowa sięga początków XIII wieku, Jan Długosz wymienia ją w swojej kronice jako Żyć, Szydz – wieś koło Samborca wchodzącą w skład dóbr królewskich. W roku 1292 wieś wymieniona była (obok Samborca i Złotej) jako uposażenie szpitala Świętego Ducha w Sandomierzu. W połowie XV wieku wieś stanowiła w części własność braci Warsza i Jana z Samborca herbu Rawa, oraz biskupów krakowskich.
W latach 1930. mieszkańcy interweniowali w sprawie tej nazwy, gdyż w niektórych gwarach rzyć jest słowem wulgarnym. Nazwę zmieniono 2 listopada 1933 na Polanów, od nazwiska ówczesnego starosty sandomierskiego Leona Polanowskiego.
W latach 1975–1998 miejscowość położona była w województwie tarnobrzeskim.

## Dawne części wsi – obiekty fizjograficzne
W latach 70. XX wieku przyporządkowano i opracowano spis lokalnych części integralnych dla Polanowa zawarty w tabeli 1.

| Nazwa wsi – miasta   | Nazwy części wsi – miasta                                                                    | Nazwy obiektów fizjograficznych – charakter obiektu |
| -------------------- | -------------------------------------------------------------------------------------------- | --- |
| I. Gromada SAMBORZEC |                                                                                              | |
| 1. Polanów           | 1. Komorniki 2. Polanów Pokarczemny 3. Polanów Samborzecki 4. Polanów Złocki 5. Wielkie Pole | 1. Grody – pole 2. Komorniki – pole 3. Ogrody – pole 4. Pastwiska – pole 5. Piec – pole 6. Polanówka – rzeczka 7. Przymiarki – pole 8. Scholasteria – pole 9. Wielkie Pole – pole |